# الواحة (جريدة جزائرية)
الواحة هي أول صحيفة إعلامية جامعة تصدر بجنوب الجزائر تأسست عام 1990

## وصلات خارجية
- الموقع الرسمي لجريدة الواحة.